# 衝鋒隊 (香港)
衝鋒隊（しょうほうたい、英語：Emergency Unit，EU）は香港警察の部隊単位。
被疑者が武装しているなど、PTU(警察機動部隊)よりも危険度の高い状況を想定して活動する。

## 装備

### 小火器
- S&W M10HB
- CF98-A
- レミントン M870
- 37mm/38mmフェデラル・ライオットガン
- H&K MP5SFA2
- AR-15 SporterⅡ

### 車両
- メルセデス・ベンツ・スプリンター

装備一式を搭載した「衝鋒車」として運用。

## 登場作品
- 『衝鋒隊：怒火街頭』 - ベニー・チャン監督、日本未公開。
- 『コールド・ウォー 香港警察 二つの正義』 - 衝鋒隊の隊員5名が装備一式を搭載した警察車両ごと拉致され、人質にされる。